# Cầu Podolsko
Cầu Podolsko (tiếng Séc: Podolský most) là cây cầu có kết cấu bê tông cốt thép, bắc qua sông Vltava ở huyện Písek, thuộc vùng Nam Bohemia, Cộng hòa Séc. Cây cầu này có tên trong danh sách các di tích văn hóa quốc gia.

## Mô tả
Cầu Podolsko bắc qua sông Vltava, nằm trên con đường nối giữa thị trấn Tábor và thị trấn Písek, ở vị trí giữa các làng Podolí I và Timişoara. Cây cầu có kết cấu bê tông cốt thép, với tổng chiều dài là 510 mét, và chiều rộng đạt 8,5 mét (lòng đường 6,5 mét và 2 vỉa hè mỗi bên 1 mét). Mặt đường cầu nằm ở độ cao khoảng 55 - 65 mét so với mặt sông. Kinh phí xây dựng cầu là 26 triệu Koruna Séc.

## Lịch sử
Tiền thân của cầu Podolsko là một cây cầu treo được xây dựng vào năm 1848. Cây cầu này phục vụ giao thông ở huyện Písek cho đến năm 1960 thì được tháo dỡ để chuyển đến sông Lužnice (huyện Stádlec), và có tên gọi là Cầu treo Stádlec.
Cầu Podolsko như ngày nay được xây dựng vào giai đoạn 1939 - 1943 để thay thế cho cây cầu treo cũ. Trong Chiến tranh thế giới thứ hai, cây cầu trở thành minh chứng cho một số sự kiện lịch sử. Vào tháng 5 năm 1945, một số quân Đức đã sử dụng cây cầu này để rút lui.

## Hình ảnh

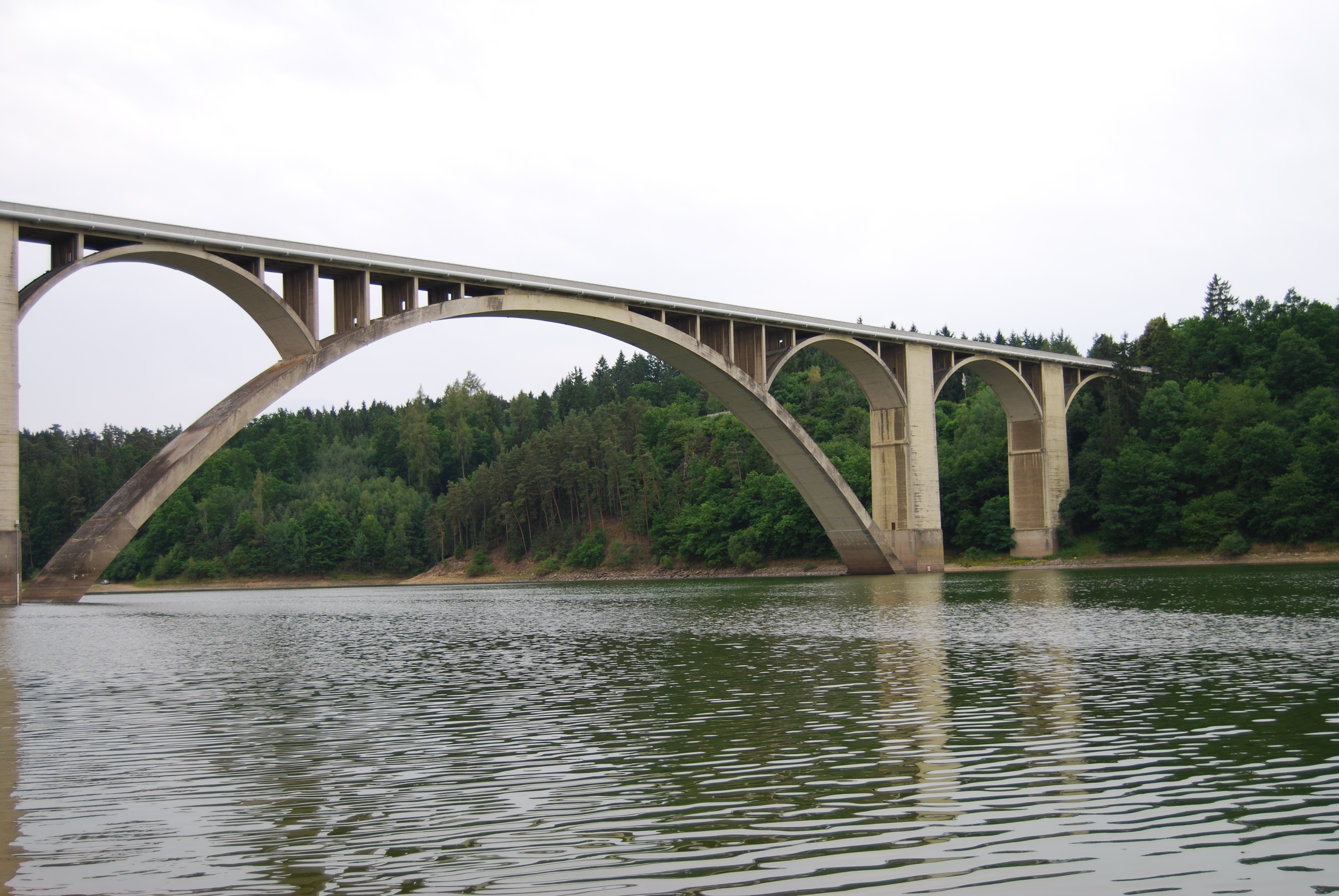
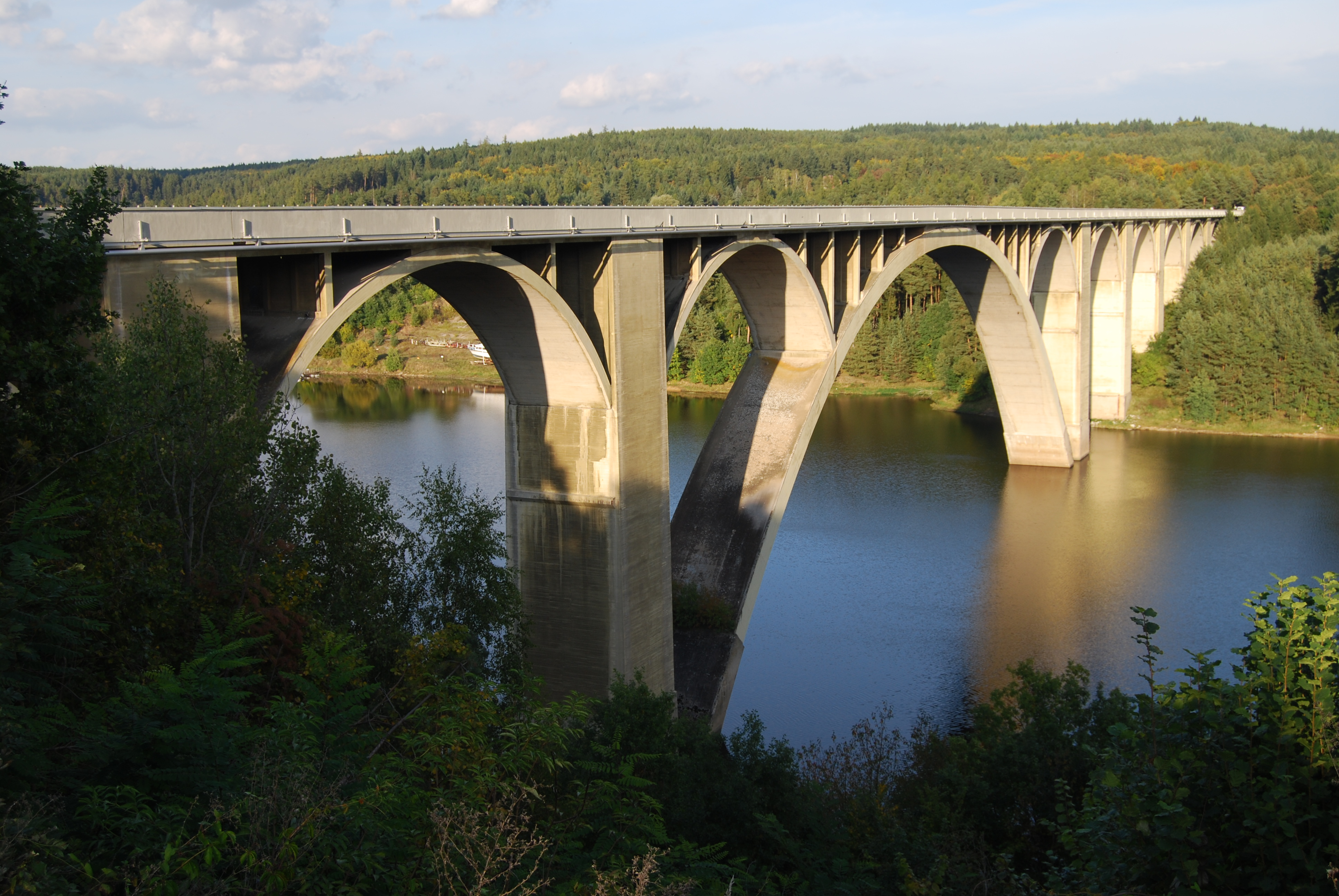
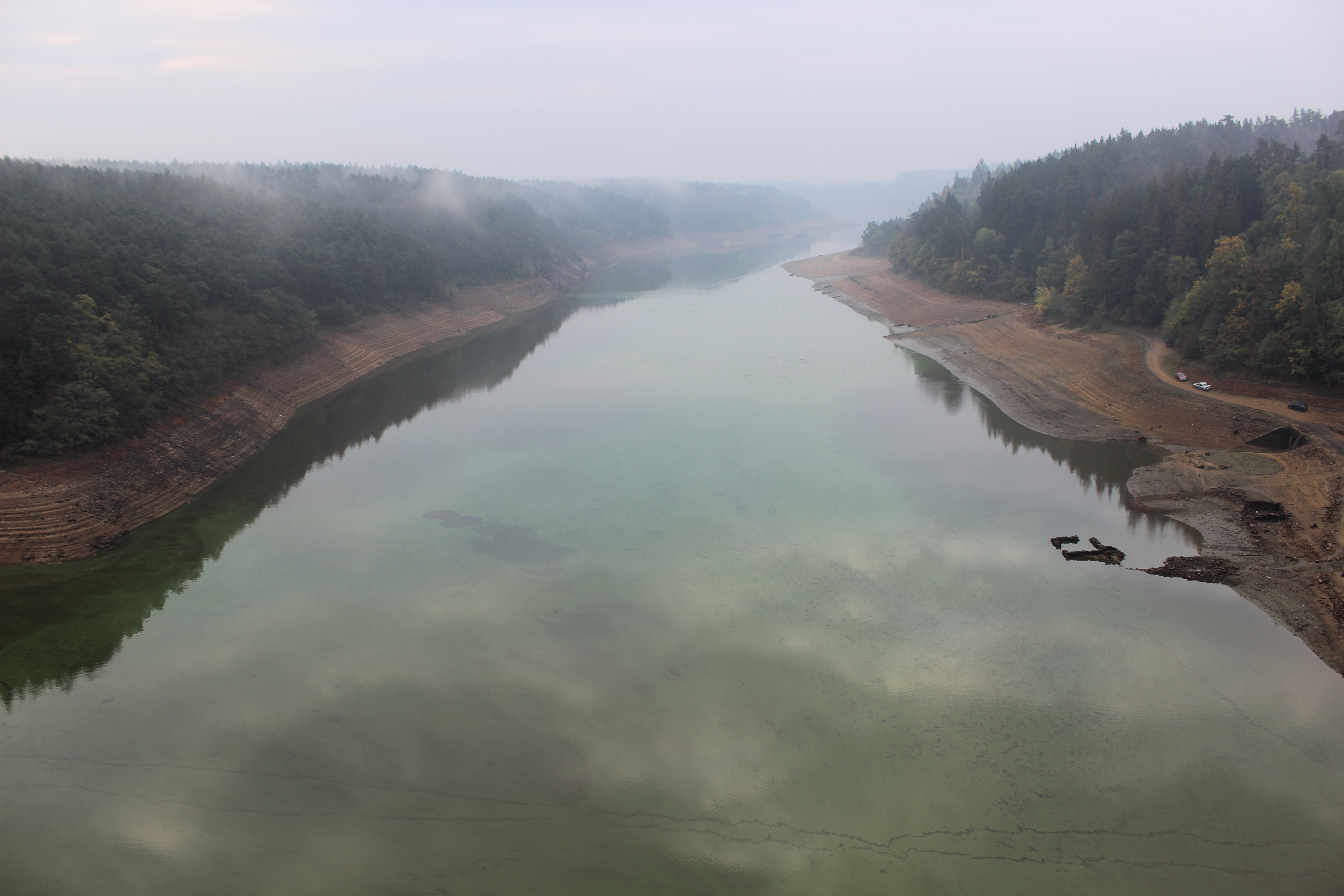
Nhìn ra sông Vltava